# Robert G. Fowler
Robert G. Fowler, o Robert Grant Fowler (10 agosto 1884 – 15 giugno 1966), è stato un aviatore statunitense, pioniere dell'aviazione americana, il primo a compiere il volo coast to coast partendo da San Francisco fino ad arrivare in Florida.
L'8 febbraio del 1912 Fowler riuscì a compiere la storica impresa di attraversamento del continente americano atterrando a Jacksonville, in Florida. Il 12 febbraio usciva nelle sale il documentario Robert G. Fowler, Trans-Continental Aviator girato a San Francisco, punto di partenza per il volo che era costato a Fowler anche un brutto incidente quando l'aereo si era schiantato ad Alta, in California.

## Filmografia
- Robert G. Fowler, Trans-Continental Aviator (1912)